# Тур Баттен Килла
Тур Баттен Килла (англ. Tour of the Battenkill) — шоссейная однодневная велогонка, проходившая по территории США с 2010 по 2012 год.

## История
С 2005 года в середине апреля в рамках национального календаря проводилась однодневная гонка открытый Тур Баттен Килла.
В 2010 году на её основе была организована данная гонка которая вошла в календарь Американского тура UCI с категорией 2.1. Организаторы гонки также рассматривали её как подготовку к Туру Калифорнии, сроки проведения которого с 2010 года были перенесён с февраля на май.
Всего гонка была проведена два раза — в 2010 и 2012 году. Но перед началом сезона 2013 организаторы гонки решили отозвать свою заявку на получение гонкой категории 1.2 от UCI, сославшись на то как UCI урегулировал недавние допинговые скандалы.
В апреле 2017 года, после отмены другой американской однодневки Филадельфия Классик, появилась новость о проведении Тура Баттен Килла в рамках Американского тура UCI в дату ранее использовавшуюся Филадельфией Классик. Но уже через месяц, в мае, было объявлено от отмене возрождения Тура Баттен Килла. Основной причиной стали трудности с поиском спонсора в сжатые сроки, а предложение к командам-участница поддержать будущую гонку финансово не нашло поддержки.
Гонка проводилась в округе Вашингтон, штат Нью-Йорк. Старт и финиш располагались в городе Кембридж. Маршрут проходил по холмистой местности в долине реки Баттен Килл и представлял собой круг протяжённостью 100 км из которых 25% были грунтовыми дорогами. Всего круг преодолевали 2 раза. Общая протяжённость дистанции составляла 200 км.

## Призёры
| Год  | Победитель        | Второй        | Третий             |
| ---- | ----------------- | ------------- | ------------------ |
| 2010 | Калеб Фэрли       | Флойд Лэндис  | Джей Роберт Томсон |
| 2012 | Франсиско Мансебо | Джесси Энтони | Джереми Веннелл    |